# النادي الأهلي النبطية
النادي الأهلي النبطية هو نادي كرة قدم في لبنان تأسس في 1968. يلعب في الدوري اللبناني - الدرجة الثانية.